# Leirvíkar kirkja
Leirvíkar kirkja er en kirke på Færøerne i Leirvík på Eysturoy, hjemmehørende i Færøernes folkekirke.
Bygmester Johan Andreas Petersen byggede kirken for 9.420kr. Kirken blev indviet den 1. december 1906, af provst Fríðrikur Petersen. Kirken har 300 siddepladser.

Oprindeligt var kirken en hvidpudset bygning med sort bølgebliks tag. Over vest-enden var opført en hvidmalet tagrytter med sort pyramidetag. I kirkens vestlige ende var der tre indgange og på siderne seks spidsbuede vinduer. I forbindelse med en renovering og ombygning af kirken i 1977, blev tagrytteren fjernet og kirken blev forlænget. I vestenden blev der opført et diagonalt stillet tårn, med et sort pyramidetag. Det står nærmest i et hak ind i kirken med lange smalle vinduer imellem kirkebygningen og tårnet. På langsiderne sidder nu syv spidsbuede vinduer i hver side samt to smalle vinduer der går fra fundament til tag. Indgangsdøren er nu placeret i den vestlige ende af sydsiden.
Indvendigt har kirken hvidmalede paneler og tøndehvælv. Stolestaderne er sortmalede. På væggene og op langs vinduerne er der blomsterborder som dekoration. I forkirken hænger et ældre billede af kirkens forgænger. 
I 1980 blev kirken udvidet med et kapel og nyt tårn.
I forbindelse med kirkens renovering blev der opsat en ny altertavle, som  forestiller den bedene Kristus, malet af den lokale kunstner Jóannis Kristiansen. Det tidligere var et maleri af A. Wesenberg og var en kopi efter Carl Bloch (1834-1890) og forestillede Jesu opstandelse. 
I 1988 fik kirken et nyt orgel med 17 stemmer bygget af Kristian Kruse. Tummas M. Smith udførte i 2003 en ny farvelægning af kirken.
Prædikestolen er ottekantet med panelfelter i to etager. Den er hvidmalet og felterne er indrammet af guldkanter. I hvert af de øverste felter er der en malet blomst.
Døbefonten er sekskantet af hvidmalet træ. Over loftet hænger en model af en unavngivet slup. 
På pulpituret står kirkens orgel fra 1988 med 17 stemmer. 
Kirkeklokken er fra 1906, støbt af de Smithske Støberier i Aalborg (1897-1962. Den vejer 135 kg og har et tværmål på 58 cm, og bærer indskriften: "Herren kalder alle sjæle hjem til sig". 